# 甲佐町立乙女小学校
甲佐町立乙女小学校（こうさちょうりつ おとめしょうがっこう）は、熊本県上益城郡甲佐町にある小学校。

## 沿革
- 1874年（明治7年） - 津志田区宮林に津志田尋常小学校を、大字田口204番地に碧陽尋常小学校創立。
- 1879年（明治12年） - 大字田口105番地に碧陽尋常小学校移転
- 1885年（明治18年） - 津志田区原口に津志田尋常小学校新築移転し南三賀小学校と合併
- 1887年（明治20年） - 津志田区中原に津志田尋常小学校新築移転し船澤小学校と合併し有惟小学校と改称
- 1893年（明治26年） - 有惟小学校を津志田小学校と改称
- 1904年（明治35年） - 碧陽尋常小学校を田口尋常小学校と改称
- 1905年（明治36年） - 津志田小学校を津志田尋常高等小学校と改称
- 1919年（大正8年） - 田口尋常小学校を田口尋常高等小学校と改称
- 1933年（昭和9年） - 両校合併し乙女尋常小学校創立
- 1941年（昭和16年） - 乙女国民学校と改称
- 1946年（昭和21年） - 乙女村立乙女小学校と改称
- 1955年（昭和30年） - 町村合併により甲佐町立乙女小学校と改称

## 歴代校長
本田吉廣